# 卡尔纳克
卡尔纳克（法語：Carnac，法語發音：[kaʁnak]）是法国莫尔比昂省的一个市镇，位于该省南部偏西，属于洛里昂区。卡尔纳克因巨石林闻名。

## 地理
卡尔纳克（47°35'5"N, 3°4'40"W）面积32.71 平方千米，位于法国布列塔尼大區莫尔比昂省，该省份为法国西北部沿海省份，位于布列塔尼半岛南部，北起阿摩尔滨海省、西接菲尼斯泰尔省，南濒大西洋，东南接大西洋卢瓦尔省，东临伊勒-维莱讷省。
与卡尔纳克接壤的市镇（或旧市镇、城区）包括：普莱梅勒、克拉克、滨海拉特里尼泰、普卢阿内勒、埃尔德旺。

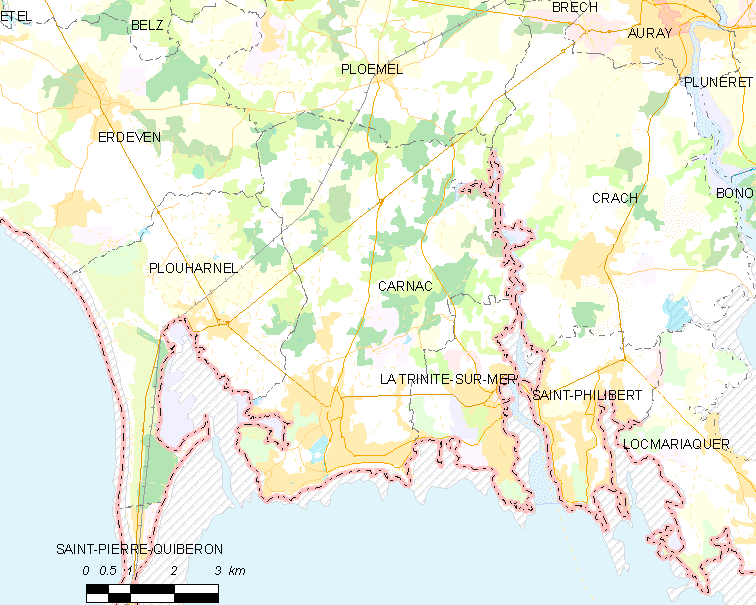
卡尔纳克的OSM定位图

卡尔纳克的时区为UTC+01:00、UTC+02:00（夏令时）。

## 行政
卡尔纳克的邮政编码为56340，INSEE市镇编码为56034。

## 政治
卡尔纳克所属的省级选区为基伯龙县。

## 人口

1962-2008年间卡尔纳克人口变化图示

卡尔纳克于2022年1月1日时的人口数量为4215人。